# Liste der Präsidenten des Abgeordnetenhauses (Ungarn)

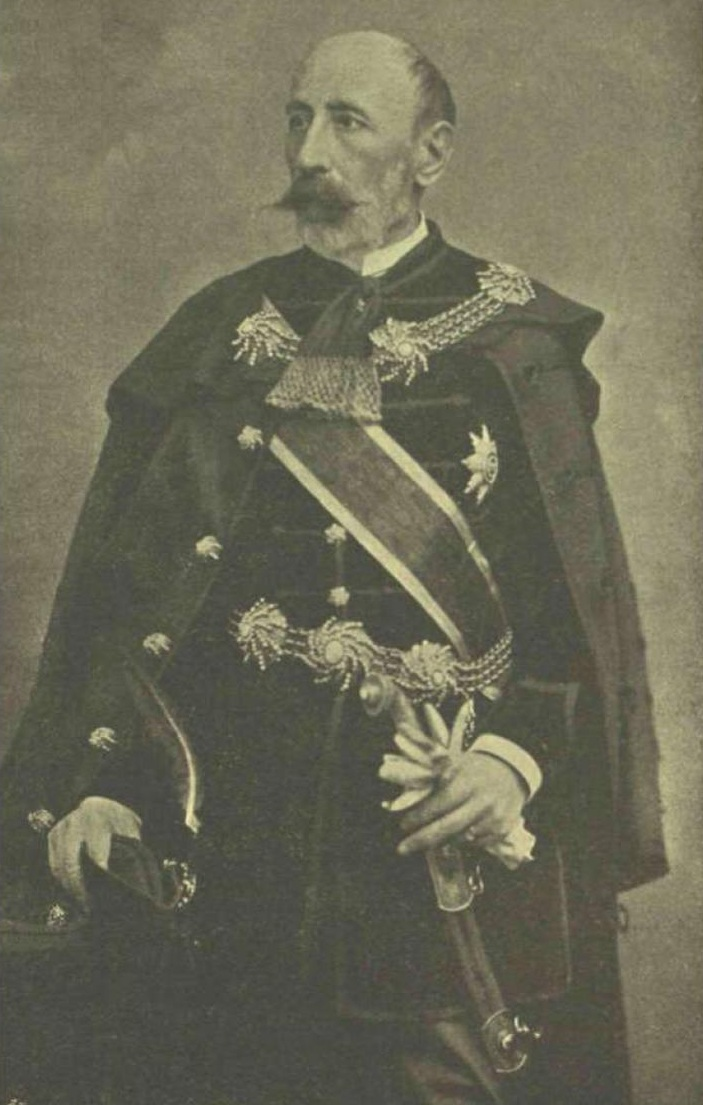
Tamás Péchy, längstdienender Präsident

Diese Liste umfasst alle Präsidenten des Abgeordnetenhauses, der zweiten Kammer des ungarischen Landtags, ab 1867 Reichstags.

## Liste
| Nr. | Bild                                 | Name (Lebensdaten)               | Partei                                 | Amtszeit                            | Wahlbezirk                                     |
| --- | ------------------------------------ | -------------------------------- | -------------------------------------- | ----------------------------------- | ---------------------------------------------- |
| 1 |                                      | Dénes Pázmándy (1816–1856)       | Oppositionspartei                      | 10. Juli 1848 – 9. Januar 1849      | Nagyigmánd, Komitat Komárom                    |
| 2 |                                      | Pál Almásy (1818–1882)           | Oppositionspartei                      | 9. Januar – 2. Juli 1849            | Gyöngyös, Komitat Heves                        |
| 1848–1861 kein Landtag                                                                                            |                                      |                                  |                                        |                                     |                                                |
| 3 |                                      | Kálmán Ghyczy (1808–1888)        | Beschlusspartei                        | 17. April – 22. August 1861         | Udvard, Komitat Komárom                        |
| 1861–1865 kein Landtag                                                                                            |                                      |                                  |                                        |                                     |                                                |
| 4 |                                      | Károly Szentiványi (1802–1877)   | Deák Partei                            | 20. Dezember 1865 – 22. April 1869  | Jolsva, Komitat Gömör és Kishont               |
| 5 |                                      | Pál Somssich (1811–1888)         | Deák Partei                            | 1. Mai 1869 – 3. September 1872     | Rigyica, Komitat Bács-Bodrog                   |
| 6 |                                      | István Bittó (1822–1903)         | Deák Partei                            | 10. September 1872 – 21. März 1874  | Dunaszerdahely, Komitat Pozsony                |
| 7 |                                      | Béla Perczel (1819–1888)         | Deák Partei                            | 24. März 1874 – 3. März 1875        | Bonyhád, Komitat Tolna                         |
| (3) |                                      | Kálmán Ghyczy (1808–1888)        | Liberale Partei                        | 5. März – 24. Mai 1875              | Komárom, Komitat Komárom                       |
| (3) | 4. September 1875 – 28. Juni 1878    | Kálmán Ghyczy (1808–1888)        | Liberale Partei                        |                                     | Komárom, Komitat Komárom                       |
| (3) | 24. Oktober 1878 – 2. April 1879     | Kálmán Ghyczy (1808–1888)        | Liberale Partei                        |                                     | Komárom, Komitat Komárom                       |
| 8 |                                      | József Szlávy (1818–1900)        | Liberale Partei                        | 2. April 1879 – 12. April 1880      | Pozsony I, Komitat Pozsony                     |
| 9 |                                      | Tamás Péchy (1828–1897)          | Liberale Partei                        | 17. April 1880 – 1. Juni 1881       | Szikszó, Komitat Abaúj                         |
| 9 | 3. Oktober 1881 – 19. Mai 1884       | Tamás Péchy (1828–1897)          | Liberale Partei                        | Szikszó, Komitat Abaúj-Torna        |                                                |
| 9 | 4. Oktober 1884 – 25. Mai 1887       | Tamás Péchy (1828–1897)          | Liberale Partei                        | Szikszó, Komitat Abaúj-Torna        |                                                |
| 9 | 4. Oktober 1887 – 4. Januar 1892     | Tamás Péchy (1828–1897)          | Liberale Partei                        | Szikszó, Komitat Abaúj-Torna        |                                                |
| 10 |                                      | Baron Dezső Bánffy (1843–1911)   | Liberale Partei                        | 25. Februar 1892 – 14. Januar 1895  | Szilágysomlyó, Komitat Szilágy                 |
| 11 |                                      | Dezső Szilágyi (1840–1901)       | Liberale Partei                        | 21. Januar 1895 – 3. Oktober 1896   | Pozsony I, Komitat Pozsony                     |
| 11 | 30. November 1896 – 9. Dezember 1898 | Dezső Szilágyi (1840–1901)       | Liberale Partei                        |                                     | Pozsony I, Komitat Pozsony                     |
| 12 |                                      | Dezső Perczel (1848–1913)        | Liberale Partei                        | 2. März 1899 – 5. September 1901    | Bonyhád, Komitat Tolna                         |
| 13 |                                      | Graf Albert Apponyi (1846–1933)  | Liberale Partei                        | 31. Oktober 1901 – 4. November 1903 | Jászberény, Komitat Jász-Nagykun-Szolnok       |
| (12) |                                      | Dezső Perczel (1848–1913)        | Liberale Partei                        | 7. November 1903 – 3. Januar 1905   | Bonyhád, Komitat Tolna                         |
| 14 |                                      | Gyula Justh (1850–1917)          | Unabhängigkeitspartei                  | 11. Februar 1905 – 19. Februar 1906 | Makó, Komitat Csanád                           |
| 14 | 26. Mai 1906 – 12. November 1909     | Gyula Justh (1850–1917)          | Unabhängigkeitspartei                  |                                     | Makó, Komitat Csanád                           |
| 15 |                                      | Sándor Gál (1855–1937)           | Unabhängigkeitspartei                  | 13. November 1909 – 21. März 1910   | Nyárádszereda, Komitat Maros-Torda             |
| 16 |                                      | Albert Berzeviczy (1853–1936)    | Nationale Partei der Arbeit            | 30. Juni 1910 – 7. November 1911    | Budapest II, Komitat Pest-Pilis-Solt-Kiskun    |
| 17 |                                      | Lajos Návay (1870–1919)          | Nationale Partei der Arbeit            | 9. November 1911 – 21. Mai 1912     | Temesvár, Komitat Temes                        |
| 18 |                                      | Graf István Tisza (1861–1918)    | Nationale Partei der Arbeit            | 22. Mai 1912 – 12. Juni 1913        | Arad, Komitat Arad                             |
| 19 |                                      | Pál Beöthy (1866–1921)           | Nationale Partei der Arbeit            | 13. Juni 1913 – 28. Juni 1917       | Törökszentmiklós, Komitat Jász-Nagykun-Szolnok |
| 20 |                                      | Károly Szász (1865–1950)         | Nationale Partei der Arbeit            | 3. Juli 1917 – 16. November 1918    | Enying, Komitat Veszprém                       |
| 1918–1927 kein Abgeordnetenhaus, sondern Einkammersystem, siehe Liste der Präsidenten des Ungarischen Parlaments. |                                      |                                  |                                        |                                     |                                                |
| 21 |                                      | Tibor Zsitvay (1884–1969)        | Partei der Nationalen Einheit          | 31. Januar 1927 – 5. Februar 1929   | Kecskemét, Komitat Pest-Pilis-Solt-Kiskun      |
| 22 |                                      | László Almásy (1869–1936)        | Partei der Nationalen Einheit          | 7. Februar 1929 – 20. Juli 1931     | Pomáz, Komitat Pest-Pilis-Solt-Kiskun          |
| 22 | Einheitspartei                       | László Almásy (1869–1936)        | 22. Juli 1931 – 1. Mai 1935            |                                     | Pomáz, Komitat Pest-Pilis-Solt-Kiskun          |
| 23 |                                      | Sándor Sztranyavszky (1882–1942) | Einheitspartei                         | 1. Mai 1935 – 17. Mai 1938          | Szirák, Komitat Nógrád                         |
| 24 |                                      | Gyula Kornis (1885–1958)         | Einheitspartei                         | 20. Mai 1938 – 1. Dezember 1938     | Vác, Komitat Pest-Pilis-Solt-Kiskun            |
| 25 |                                      | Kálmán Darányi (1886–1939)       | Einheitspartei                         | 5. Dezember 1938 – 2. Februar 1939  | Balatonfüred, Komitat Zala                     |
| 25 | Partei des ungarischen Lebens        | Kálmán Darányi (1886–1939)       | 2. Februar 1939 – 1. November 1939 (†) |                                     | Balatonfüred, Komitat Zala                     |
| 26 |                                      | András Nagy (1882–1956)          | Partei des ungarischen Lebens          | 9. November 1939 – 29. März 1945    | Hajdúszoboszló, Komitat Hajdú                  |